# El Collado de los Gabrieles
Pour les articles homonymes, voir Collado.
El Collado de los Gabrieles est un hameau de la commune d'Abanilla, dans la région de Murcie, situé à l'extrémité nord d'Abanilla, à la limite de la commune de Jumilla et traversé par la MU-10-A. Elle forme une grande dépression entourée par les chaînes de montagnes de Quibas et de La Espada.
Il comprend une population de 42 habitants (Instituto Nacional de Estadísticas).

## Description
El Collado de los Gabrieles est dispersé le long de la route RM-A28, qui va vers Cañada del Trigo, appartenant à Jumilla. Elle est parsemée de vieilles maisons complètement historiques qui ont été remodelées pour la vie à la campagne et la culture de la vigne. Certaines de ces demeures ont été converties en écuries en raison du boom de l'élevage et de l'agriculture dans la région.
Dans le hameau se trouve la Casa de los Frailes, une ferme située au centre de la dépression de Maciscava. Son nom fait allusion au fait que c'était un domaine privé qui appartenait à des moines de l'ordre dominicain de Murcie. Le hameau comporte un ensemble de maisons et de bâtiments accolés les uns aux autres sur la route MU-10-A..

## Environnement
De ce hameau part la piste qui monte à la montagne de Quibas depuis le hameau de la Casa de los Frailes.

## Services
Son économie est basée sur la culture de la vigne, et occasionnellement, sur le tourisme.
Dans la localité de Realenco, sur la route RM-A10 qui monte au hameau de La Zarza, il y a une petite centrale solaire thermique.